# کارل بلاسکو
کارل بلاسکو (انگلیسی: Carl Blasco؛ زادهٔ ۱۱ سپتامبر ۱۹۷۱) ورزشکار سه‌گانه اهل فرانسه است.